# Klonování DNA

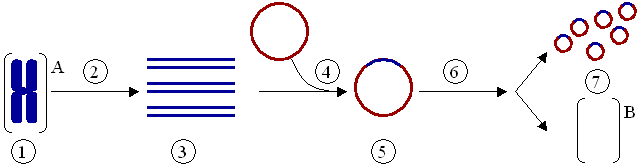
Klonování DNA v plazmidu; celému procesu navíc na obrázku předchází PCR

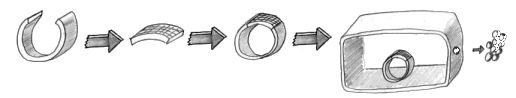
Jiné schéma zachycující tento proces klonování

Klonování DNA (též molekulární klonování) je laboratorní metoda spočívající v namnožení určitého úseku DNA za pomoci enzymatických systémů živých buněk. Je to několikafázový proces, který zahrnuje tři základní kroky:
1. příprava rekombinantního vektoru. Není možné použít pouze sekvenci, kterou chceme namnožit. Je třeba totiž zajistit, aby zahrnovala i sekvence důležité pro replikaci, a zamezit, aby došlo k rozložení DNA pomocí nukleáz. Tzv. vektor je DNA, která má tyto vlastnosti a je schopna proniknout do buňky. Jako vektor se používají plazmidy, bakteriofágní DNA, umělé bakteriální chromozomy (BACs) či kosmidy.
2. přenos takto připravených molekul (vektorů) do buněk. To se dělá různými způsoby, např. biologicky (pomocí adenovirů či retrovirů), případně chemicky (pomocí látek které vyvolají endocytózu dovnitř buňky) či konečně u prokaryotických buněk tzv. fyzikálně (tepelným šokem či elektroporací). Hostitelskou buňkou bývají bakterie (Escherichia coli), kvasinky nebo bakteriofágy.
3. selekce klonů obsahujících rekombinantní DNA a následně analýza klonované DNA.